# 1-й Старокиївський провулок (Житомир)
1-й Старокиївський провулок — провулок у Корольовському районі міста Житомира. Бере початок з вулиці Саєнка та завершується у 1-му Мар'янівському провулку. До провулку примикає Мар'янівський провулок.

## Історія
Виник з назвою Старокиївський провулок у 1940-х роках. На плані 1951 року — вказаний як 3-й Старокиївський провулок. У 1958 році отримав сучасну назву. Назва провулку походить від історичної назви вулиці Саєнка, з якої бере початок — Старокиївська вулиця.